# Владислав Скарић
Владислав Скарић (Сарајево, 10/22. јуни 1869 — Сарајево, 6. август 1943) био је српски историчар и дописни члан Српске академије наука и уметности.

## Биографија
Родио се у богатој српској трговачкој породици у Сарајеву. Његов отав Коста Скарић је био трговац дуваном који се трговином обогатио и саградио једну од највећих кућа у Сарајеву тога доба. У тој кући код хотела Европе се данас налази музеј савремене умјетности. У Сарајеву је завршио основну школу и два разреда гимназије, након чега га отац шаље на школовање у Сремске Карловце. Након завршене Карловачке гимназије одлази на школовање у Грац гдје је студирао историју и географију. По повратку из Граца је радио као први професор у Релној гимназији у Бањалуци, те као професор у Српској школи у Сарајеву.
Био је активиста српског народног покрета тога доба, писао је за српски часопис Босанска вила, и био један од оснивача Српског просвјетног и културног друштва Просвјета. Као истакнутог српског интелектуалца, аустроугарске власти га хапсе заједно са великим бројем Срба одмах након Видовданског атентата 1914. Први свјетски рат је провео у аустроугарском заточеништву. Убрзо након ослобођења 1919. постаје кустос Земаљског музеја, чији је био директор од 1926. до 1936. године. Пред Други свјетски рат је извршио попис предмета Музеја Старе српске православне цркве на Башчаршији, а 1939. је заједно са Ђоком Мазалићем и Даринком Деспић отворио нове просторије и нову поставку музеја. За дописног члана Српске академије наука и уметности је изабран на Изборној скупштини, 18. фебруара 1935. године.

## Дјела (библиографија)
Велики дио својих радова је објавио у периодичној литератури од чега највише у српским гласилима у Сарајеву до 1914. године. У периоду након Првог свјетског рата је писао за Гласник Земаљског музеја. Његово дјело је веома обилно и детаљно обухватило историји Срба у Сарајеву. Написао је велики број радова о историји Срба, српским обичајима, поријеклу Срба, о Српској православној цркви и другим сличним темама.
- Поријекло православнога народа у сјеверозападној Босни, Гласник Земаљског музеја, (1918)
- Постанак крснога имена, Гласник Земаљског музеја, Сарајево јануар-јуни (1920)
- " О географској номенклатури Босне и Херцеговине", Гласник Српског географског друштва, Св. 12, Бгд., 1927.
- Српски православни народ и црква у Сарајеву у 17 и 18 вијеку, Сарајево (1928)
- Сарајево и његова околина од најстаријег времена до аустроугарске окупације, Издање општине града Сарајева, Сарајево (1937)
- Изабрана дјела 1-3
- Босна и Херцеговина под аустроугарском управом, Колекција „Српски народ у XIX веку“, Београд, (1940)